# Climat du Haut-Rhin
 (juillet 2021).
Si vous disposez d'ouvrages ou d'articles de référence ou si vous connaissez des sites web de qualité traitant du thème abordé ici, merci de compléter l'article en donnant les références utiles à sa vérifiabilité et en les liant à la section « Notes et références ».
Le climat du Haut-Rhin est de type semi-continental à influence montagnarde à l'ouest sur le massif des Vosges, il est marqué par des hivers froids et secs et des étés chauds et orageux, du fait de la protection occidentale qu'offrent les Vosges. Cette protection, illustration de l'effet de fœhn, a notamment pour conséquence que la région de Colmar est l'une des plus sèches de France (faiblesse des précipitations). Le Sundgau est bien plus humide, situé face à la trouée de Belfort, n'étant pas protégé par les Vosges. Son climat est de ce fait plus proche de celui de la Franche-Comté (voir climat du Territoire de Belfort).
Les Vosges sont généralement enneigées de décembre à début avril.
Les grisailles et les brumes étant moins persistantes durant les mois d'hivers que dans le Bas-Rhin, ce département bénéficie d'un ensoleillement plus important, propice notamment au développement de son vignoble.

## Le climat mois par mois
|           | T °C mini. | T °C maxi. | T °C moy. | Précipitations | Nb de jours | Ensoleillement | Jours d'orage | Jours de gel |
| --------- | ---------- | ---------- | --------- | -------------- | ----------- | -------------- | ------------- | ------------ |
| Janvier   | -1,4 °C    | 4,8 °C     | 1,7 °C    | 32 mm          | 7           | 72 h           | 0             | 8            |
| Février   | -1,2 °C    | 6,8 °C     | 2,8 °C    | 29 mm          | 7           | 97 h           | 0             | 7            |
| Mars      | 2 °C       | 11,9 °C    | 7 °C      | 37 mm          | 9           | 145 h          | 1             | 4            |
| Avril     | 4,8 °C     | 16 °C      | 10,4 °C   | 45 mm          | 9           | 180 h          | 2             | 2            |
| Mai       | 9,3 °C     | 20,4 °C    | 14,9 °C   | 74 mm          | 11          | 202 h          | 5             | 0            |
| Juin      | 12,3 °C    | 23,7 °C    | 18 °C     | 64 mm          | 10          | 226 h          | 6             | 0            |
| Juillet   | 14,2 °C    | 26,1 °C    | 20,2 °C   | 67 mm          | 9           | 239 h          | 7             | 0            |
| Août      | 13,7 °C    | 25,8 °C    | 19,8 °C   | 57 mm          | 9           | 224 h          | 6             | 0            |
| Septembre | 10,2 °C    | 21,4 °C    | 15,8 °C   | 58 mm          | 8           | 171 h          | 3             | 0            |
| Octobre   | 6,8 °C     | 15,8 °C    | 11,3 °C   | 57 mm          | 9           | 117 h          | 1             | 1            |
| Novembre  | 2,2 °C     | 9,2 °C     | 5,7 °C    | 40 mm          | 7           | 71 h           | 0             | 3            |
| Décembre  | -0,2 °C    | 5,5 °C     | 2,7 °C    | 48 mm          | 9           | 58 h           | 0             | 6            |

Données Météo-France, station Colmar [Quand ?]
| Mois                              | jan. | fév.  | mars | avril | mai  | juin | jui. | août | sep. | oct. | nov.  | déc. | année |
| --------------------------------- | ---- | ----- | ---- | ----- | ---- | ---- | ---- | ---- | ---- | ---- | ----- | ---- | ----- |
| Température minimale moyenne (°C) | −0,8 | −0,7  | 1,9  | 5,1   | 9,4  | 12,9 | 14,4 | 14   | 10,2 | 6,7  | 2,7   | 0,2  | 6,7   |
| Température moyenne (°C)          | 1,7  | 2,8   | 7    | 10,4  | 14,9 | 18   | 20,2 | 19,8 | 15,8 | 11,3 | 5,7   | 2,7  | 10,9  |
| Température maximale moyenne (°C) | 4,8  | 6,8   | 11,9 | 16    | 20,4 | 23,7 | 26,1 | 25,8 | 21,4 | 15,8 | 9,2   | 5,5  | 15,7  |
| Record de froid (°C)              | −22  | −24,8 | −16  | −7,3  | −3,1 | −2,1 | 4    | 3,2  | −1   | −7,6 | −13,1 | −19  | −24,8 |
| Record de chaleur (°C)            | 18,5 | 21,8  | 25,5 | 29,4  | 34,7 | 37,5 | 38,7 | 40,9 | 33,7 | 30,7 | 21,8  | 20,3 | 40,9  |
| dont pluie (mm)                   | 33,1 | 30,6  | 34   | 42,8  | 69,8 | 66,2 | 62,8 | 60,8 | 51,3 | 56,8 | 43,6  | 43,2 | 595   |

| Mois                              | jan.  | fév.  | mars  | avril | mai   | juin | jui.  | août  | sep.  | oct.  | nov.  | déc.  | année |
| --------------------------------- | ----- | ----- | ----- | ----- | ----- | ---- | ----- | ----- | ----- | ----- | ----- | ----- | ----- |
| Température minimale moyenne (°C) | −1,5  | −1,2  | 2     | 4,6   | 9,1   | 12,2 | 14,1  | 13,7  | 10,3  | 6,9   | 2,3   | −0,3  | 6,1   |
| Température maximale moyenne (°C) | 4,9   | 6,8   | 11,5  | 15,5  | 19,9  | 23,3 | 25,9  | 25,5  | 21    | 15,8  | 9,2   | 5,6   | 15,5  |
| Record de froid (°C)              | −23,5 | −22,8 | −16,4 | −6,3  | −3,1  | 1,8  | 5,1   | 3,4   | −0,9  | −6,3  | −12,6 | −18,7 | −23,5 |
| Record de chaleur (°C)            | 18,8  | 21,7  | 25,7  | 30    | 32,8  | 37   | 38,8  | 39,1  | 33,7  | 31    | 23,4  | 19,9  | 39,1  |
| Ensoleillement (h)                | 74    | 94,1  | 138,1 | 176,1 | 200,1 | 226  | 241,3 | 227,7 | 164,3 | 118,5 | 67,8  | 55,1  | 1 783 |
| Précipitations (mm)               | 47,3  | 44,7  | 52,3  | 59    | 90,4  | 73,9 | 71,2  | 73,2  | 69,1  | 68,6  | 56,7  | 66,4  | 772,8 |

| Ville             | Ensoleillement · (h/an) | Pluie · (mm/an) | Neige · (j/an) | Orage · (j/an) | Brouillard · (j/an) |
| ----------------- | ----------------------- | --------------- | -------------- | -------------- | ------------------- |
| Médiane nationale | 1 852                   | 835             | 16             | 25             | 50                  |
| Mulhouse,         | 1 783                   | 773             | 32             | 31             | 65                  |
| Paris             | 1 717                   | 634             | 13             | 20             | 26                  |
| Nice              | 2 760                   | 791             | 1              | 28             | 2                   |
| Strasbourg        | 1 747                   | 636             | 26             | 28             | 69                  |
| Brest             | 1 555                   | 1 230           | 6              | 12             | 78                  |
| Bordeaux          | 2 070                   | 987             | 3              | 32             | 78                  |

| Ville             | Ensoleillement (h/an) | Pluie (mm/an) | Neige (j/an) | Orage (j/an) | Brouillard (j/an) |
| ----------------- | --------------------- | ------------- | ------------ | ------------ | ----------------- |
| Colmar            | 1 723                 | 530           | 26           | 24           | 59                |
| Strasbourg        | 1 693                 | 665           | 30           | 29           | 65                |
| Paris             | 1 661                 | 637           | 12           | 18           | 10                |
| Nice              | 2 724                 | 733           | 1            | 29           | 1                 |
| Moyenne nationale | 1 973                 | 770           | 14           | 22           | 40                |

Colmar connaît rarement un enneigement important (à cause du climat plus sec). Ainsi, le 4 mars 2006, en l'espace d'une journée, il est tombé plus de 40 cm de neige, ce qui n'était pas arrivé depuis près de vingt ans.

## Records climatiques
Établis selon les données de Météo-France à la station de Meyenheim, située à 200 m d'altitude entre Mulhouse et Colmar, à partir de 1958. ()
| Température la plus basse         | -24,8 °C        |
| Jour le plus froid                | 27 février 1986 |
| Année la plus froide              | 1963            |
| Température la plus élevée        | 40,9 °C         |
| Jour le plus chaud                | 13 août 2003    |
| Année la plus chaude              | 1994            |
| Hauteur maximale de pluie en 24 h | 80,6 mm         |
| Jour le plus pluvieux             | 10 juillet 1989 |
| Année la plus sèche               | 1962            |
| Année la plus pluvieuse           | 1999            |

Nota :
- record de chaleur absolu 40,9 °C, 13 août 2003.
- record de froid absolu −30,2 °C au Grand Ballon, 1 424 m le 10 février 1956.